# Jacques Hennequin
Jacques Hennequin est un théologien français, professeur de théologie à La Sorbonne et chanoine de Troyes (Troyes 7 novembre 1575-31 août 1661).

## Biographie
Bibliophile, il lègue le 22 novembre 1651 3 997 volumes aux Franciscains de Troyes, à la condition que ceux-ci soient mis à la disposition du public.